# Ageneiosus
Ageneiosus – rodzaj ryb sumokształtnych z rodziny Auchenipteridae.

## Klasyfikacja
Gatunki zaliczane do tego rodzaju:
- Ageneiosus akamai
- Ageneiosus apiaka
- Ageneiosus dentatus
- Ageneiosus inermis
- Ageneiosus intrusus
- Ageneiosus lineatus
- Ageneiosus magoi – bezwąsum delfinopyski[3]
- Ageneiosus militaris
- Ageneiosus pardalis
- Ageneiosus polystictus
- Ageneiosus ucayalensis
- Ageneiosus uranophthalmus
- Ageneiosus vittatus

Gatunkiem typowym jest A. armatus (=A. inermis).